# 매티 캐시
매슈 스튜어트 캐시(영어: Matthew Stuart Cash, 1997년 8월 7일 ~ )은 잉글랜드 출생 폴란드의 축구 선수로 현재 잉글랜드 프리미어리그의 애스턴 빌라에서 라이트 백으로 뛰고 있으며 아버지는 영국인, 어머니는 폴란드인이다.